# Sárga varánusz
A sárga varánusz (Varanus flavescens) a hüllők (Reptilia) osztályába, a pikkelyes hüllők (Squamata) rendjébe, ezen belül a gyíkok (Sauria) alrendjébe és a varánuszfélék (Varanidae) családjához tartozó, dél-ázsiai elterjedésű állatfaj. Ez a varánuszfaj különösen jellemző India, Pakisztán, Banglades és Nepál területein, ahol síkvidéki, mocsaras és folyó menti élőhelyeken fordul elő. Elsősorban rovarokkal, kisebb gerincesekkel és dögökkel táplálkozik, és fontos szerepet játszik az ökoszisztéma táplálékláncában. Hossza elérheti az egy métert, jellegzetes aranysárga pikkelyei miatt könnyen felismerhető. A természetvédelmi státusza egyes területeken aggodalomra ad okot, mivel élőhelyét az emberi tevékenységek, például mezőgazdasági területek kiterjesztése és víztározók építése veszélyeztetik.

## Elterjedése
A sárga varánusz az indiai szubkontinensen és annak közvetlen környezetében található meg. Főként India, Pakisztán, Banglades és Nepál területein él. Leginkább síkvidéki élőhelyeken fordul elő, beleértve a mocsaras területeket, folyók menti régiókat és mezőgazdasági területeket is. Élőhelyének választása szorosan kapcsolódik a víz közelségéhez, amely táplálékszerzéséhez és rejtőzködéséhez is fontos. Az élőhelyek pusztulása és átalakítása azonban komoly veszélyt jelent populációjára, ezért számos helyen természetvédelmi intézkedésekre van szükség fennmaradásának biztosítására.

## Megjelenése
A sárga varánusz közepes méretű gyíkfaj, amelynek testhossza általában 70–100 cm között mozog, beleértve a hosszú farkát is, amely teste közel felét teszi ki. Testét sűrűn borítják apró, fényes aranysárga pikkelyek, amelyek nevét is ihlették. A pikkelyeken gyakran apróbb, barnás foltok vagy mintázatok láthatók, amelyek segítik az állatot a rejtőzködésben.
Feje viszonylag kicsi, orra kúposan hegyes, míg szemei közepes méretűek és élénkek, a jó látáshoz alkalmazkodva. Szája széles, erős állkapcsa pedig lehetővé teszi különböző méretű zsákmány elfogyasztását.
Farka hosszú és izmos, amely fontos szerepet játszik az egyensúlyozásban és a védekezésben. Lábai erőteljesek, karmai görbék és élesek, amelyek a mászásban, ásásban és zsákmányszerzésben is hasznosak. Teste kecses és áramvonalas, amely lehetővé teszi, hogy gyorsan mozogjon a szárazföldön és a vízben egyaránt.

## Életmódja
A sárga varánusz nappali életmódot folytat, aktivitása a korai reggeli és késő délutáni órákra koncentrálódik, amikor a hőmérséklet kedvező. Elsősorban magányos állat, de időnként előfordul, hogy táplálkozás közben több példány is egy helyre gyűlik.
Tápláléka változatos, elsősorban rovarokat, kisebb gerinceseket, például békákat, halakat, madárfiókákat és rágcsálókat fogyaszt. Időnként dögöket is megeszik, így fontos szerepet játszik az ökoszisztéma tisztításában. Hosszú, villás nyelve érzékeny szaglószervként is működik, amellyel hatékonyan képes felkutatni zsákmányát.
Élőhelyét tekintve a sárga varánusz kedveli a síkvidéki, mocsaras területeket, folyók menti régiókat és sűrű növényzettel borított élőhelyeket. Kiválóan tud ásni, és gyakran készít magának rejtekhelyet a puha talajban vagy természetes üregekben, amelyek biztonságos menedéket nyújtanak számára az éjszaka folyamán vagy a ragadozók elől.

## Szaporodása
A párzási időszak általában a tavaszi és nyári hónapokban zajlik. A nőstények 10-20 tojást raknak egy jól védett üregbe vagy laza talajú rejtekhelyre, amelyet gondosan betakarnak. A kikelési időszak hossza nagyban függ a környezeti hőmérséklettől, de általában 2-3 hónapot vesz igénybe. Az újszülött varánuszok önállóan kezdenek táplálkozni és felnőni, szüleik nem gondoskodnak róluk.
Természetes ragadozói közé tartoznak a nagyobb madarak, emlősök és más, nagyobb hüllők. A sárga varánusz gyors mozgásával, rejtőzködésével és éles karmaival próbálja elkerülni a veszélyt.

## Természetvédelmi helyzete
A Természetvédelmi Világszövetség értékelése szerint veszélyeztetett. Szerepel a CITES I. függelékében.